# بازی گریه
بازی گریه (انگلیسی: The Crying Game) فیلمی در ژانر درام، رمانتیک، تریلر روانشناسانه، تریلر سیاسی و جنایی به کارگردانی نیل جوردن است که در سال ۱۹۹۲ منتشر شد. از بازیگران آن می‌توان به استیون ری، میراندا ریچاردسون، جی دیویدسون، فارست ویتاکر و جیم برودبنت اشاره کرد.
این فیلم برنده جایزه اسکار بهترین فیلم‌نامه غیراقتباسی توسط نیل جوردن در سال ۱۹۹۲ شده‌است.